# Radio Radio Radio
Radio Radio Radio is de tweede ep van de Amerikaanse punkband Rancid. Het album werd uitgegeven op 26 augustus 1993 door Fat Wreck Chords, en is daarmee tevens de enige uitgave van de band via dit label. Fat Wreck Chords liet het album opnieuw uitgeven op 15 januari 2009, op wit vinyl.
Het is het eerste album waarop vier leden van Rancid te horen zijn. Gitarist en zanger Lars Frederiksen kwam bij de band spelen kort na de uitgave van Rancid.
Na de uitgave van dit album werden de nummers "Radio" en "Dope Sick Girl" beiden opnieuw opgenomen voor het tweede studioalbum van de band, Let's Go, wat het jaar daarop werd uitgegeven.

## Nummers
Kant A
1. "Radio" - 2:06
2. "Dope Sick Girl" - 1:59

Kant B
1. "Just a Feeling" - 1:56
2. "Someone's Gonna Die" (cover van Blitz) - 1:49

## Band
- Tim Armstrong - zang, gitaar
- Matt Freeman - basgitaar, zang
- Lars Frederiksen - gitaar, zang
- Brett Reed - drums, zang